# ماسیمو باربوتی
ماسیمو باربوتی (انگلیسی: Massimo Barbuti؛ زادهٔ ۵ اوت ۱۹۵۸) بازیکن فوتبال اهل ایتالیا است.
از باشگاه‌هایی که در آن بازی کرده‌است می‌توان به باشگاه فوتبال فوجا، باشگاه فوتبال اسپتزیا، باشگاه فوتبال آسکولی، و باشگاه فوتبال پارما اشاره کرد.